# Kayla Mack
Pour les articles homonymes, voir Mack.
Pas d'image ? Cliquez ici

a Compétitions nationales et continentales officielles uniquement.

b Matchs officiels uniquement.
Dernière mise à jour le 2 août 2014.
Kayla Mack, née le 9 mai 1989, est une joueuse canadienne de rugby à XV, occupant le poste de deuxième ligne en équipe du Canada de rugby à XV féminin et en équipe nationale de rugby à sept.
Kayla est diplômée de l'Université de Saskatchewan en kinésiologie. Elle a commencé le rugby au Saskatoon Wild Oats Rugby Club en suivant les conseils de Tara Eckert, une ancienne joueuse internationale de rugby à XV féminine. 
Elle représente la province de la Saskatchewan, elle fait ses débuts avec l'équipe du Canada de rugby à XV féminin à la Coupe des Nations en 2011 contre l'Afrique du Sud. Elle est alors l'une des trois joueuses de la province de la Saskatchewan retenues dans le groupe de l'équipe féminine du Canada.  
Elle est retenue en novembre 2013 pour la tournée en France et en Angleterre, elle est alors la seule de sa province et c'est une fierté pour elle de représenter cette région. 
Elle fait ses débuts en équipe nationale de rugby à sept à l'occasion d'un tournoi disputé en mai 2014 à Amsterdam.
Elle fait partie du groupe choisi pour disputer la Coupe du monde féminine de rugby à XV 2014 après une tournée dans l'hémisphère Sud (victoire 22-0 face aux Australiennes, deux revers face à la Nouvelle-Zélande 16-8 et 33-21). 
Elle dispute les trois matchs de poule, les trois comme remplaçante. Elle inscrit un essai contre les Anglaises dans un match crucial. Le Canada se qualifie pour les demi-finales après deux victoires et un match nul concédé contre l'Angleterre 13-13. Après une victoire contre la France 18-16, le Canada se qualifie pour la finale. C'est la première fois que le Canada parvient à ce stade de la compétition et c'est seulement la quatrième nation à réaliser cette performance.  

## Palmarès
(au 02.08.2014)
- sélections en Équipe du Canada de rugby à XV féminin
- participation à la Coupe du monde féminine de rugby à XV 2014